# Domaine de Niesky
Le Domaine de Niesky est une ancienne plantation située à l'ouest de Charlotte-Amélie dans les Îles Vierges des États-Unis.

## Historique
Le domaine de Niesky était une plantation achetée par l'Eglise morave en 1755 pour compléter sa mission à New Hernhut, dans l'est de Saint-Thomas. Le comte Zinzendorf, dirigeant du mouvement morave, demanda à Augustus Gottlieb Spangenberg d'établir des missions dans les colonies néerlandaises des Caraïbes. La plantation Niesky fut achetée pour une mission d'évangélisation et Spangenberg, qui a ensuite établi des missions en Géorgie, en Caroline du Nord et en Pennsylvanie, prêcha le premier sermon. Pour former des esclaves à devenir des artisans, les Moraves enseignèrent que le travail manuel, librement entrepris, ne dégradait pas nécessairement et que de telles compétences pouvaient apporter une sécurité économique. Bien que l'ouragan du 21 septembre 1819 ait endommagé l'église d'origine du XVIIIe siècle, le bâtiment est toujours debout. 
Une nouvelle maison de mission fut occupée le 17 juillet 1829 et, en octobre 1858, l'église de 1771 fut démolie et une nouvelle église consacrée. Les ouragans la détruisirent en 1867 et 1871 et, à chaque fois, les habitants de l'île reconstruisirent l'église sur son ancienne fondation. Les restes de murs de pierre divisant le site en parcelles sont les seuls vestiges de la plantation originale de 1771, agrandie à partir de la propriété de 1755.

## Aujourd'hui
Le complexe se compose d'un manoir, d'une église, d'un quartier d'esclaves, d'un petit cimetière et d'autres dépendances. Le manoir, maintenant utilisé comme école et bureaux, a été en grande partie reconstruit après un incendie en 1971. De plus, une grande partie de l'extérieur de la structure d'origine de 1828 demeure.